# Bartugueres
Bartugueres és una partida del terme municipal de Conca de Dalt, a l'antic terme de Toralla i Serradell, al Pallars Jussà, en territori del poble de Rivert.
Està situada al nord-est de Rivert, a la carena que davalla cap al sud des de la Collada Viella, a l'esquerra del barranc de Ruganyers i a la dreta del barranc del Barri. Queda emmarcada pel Serrat dels Cinccamps, a ponent, el Serrat de les Forques, a llevant, i el Serrat des Broncalars, al sud-est.